# Kanton Brûlon
Kanton Brûlon is een voormalig  kanton van het Franse departement Sarthe. Kanton Brûlon maakte deel uit van het arrondissement La Flèche en telde 5532 inwoners (1999). Het werd opgeheven bij decreet van 24 februari 2014 met uitwerking op 22 maart 2015. Alle gemeenten werden opgenomen in het kanton Loué.

## Gemeenten
Het kanton Brûlon omvatte de volgende gemeenten:
- Avessé
- Brûlon (hoofdplaats)
- Chantenay-Villedieu
- Chevillé
- Fontenay-sur-Vègre
- Maigné
- Mareil-en-Champagne
- Pirmil
- Poillé-sur-Vègre
- Saint-Christophe-en-Champagne
- Saint-Ouen-en-Champagne
- Saint-Pierre-des-Bois
- Tassé
- Viré-en-Champagne